# Plectris unidens
Plectris unidens är en skalbaggsart som beskrevs av Frey 1967. Plectris unidens ingår i släktet Plectris och familjen Melolonthidae. Inga underarter finns listade i Catalogue of Life.